# 卡尔·卡尔森
卡尔·卡尔森（英語：Carl Carlson），是美国动画片《辛普森一家》中的配角，由汉克·阿扎里亚配音。他第一次出现在剧集“荷馬的奧德賽”中。他同他的好朋友伦尼·伦纳德一样，是荷马的同事、好朋友。卡尔是一名非洲裔美国人，佛教徒。他在原子核物理学方面获得了硕士学位。他会讲冰岛语，根据剧集“Scuse Me While I Miss the Sky”的情节推测，他童年时期在冰岛居住过。2014年，卡爾·卡爾森的名字在台灣配音版改為莫那·盧到。